# Portmonetka

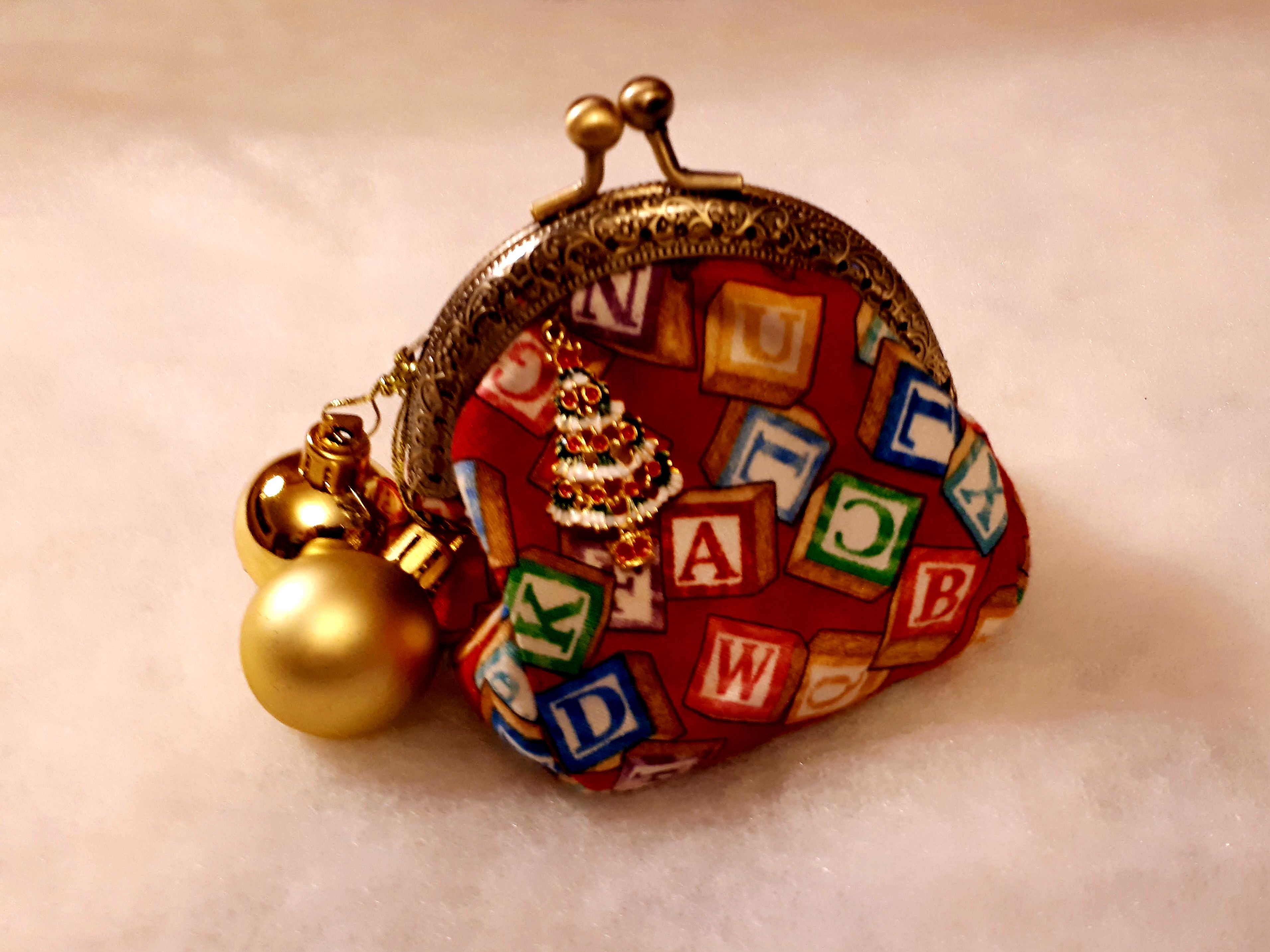
Typowa portmonetka

Portmonetka (fr. porte-monnaie; porter – nosić, monnaie – moneta)  – niewielka torebka służąca głównie do przechowywania bilonu.
Zwykle kształtem przypomina małą sakiewkę, ma układ poziomy, co zapobiega wysypywaniu się monet, a zamykana jest najczęściej na metalowy bigiel. W przeciwieństwie do portfela nie służy raczej do przechowywania banknotów lub dokumentów. Jest również mniej pojemna i poręczniejsza niż typowy portfel. Tradycyjnie, choć niekoniecznie poprawnie, portmonetki uważane są za damskie, a portfele męskie, obecnie jednak zarówno portmonetki, jak i portfele występują w wersji damskiej oraz męskiej.